# ألين تورنر ديفيدسون
ألين تورنر ديفيدسون (بالإنجليزية: Allen Turner Davidson)‏ هو سياسي أمريكي، ولد في 9 مايو 1819 في مقاطعة هايوود في الولايات المتحدة، وتوفي في 24 يناير 1905 في آشفيل في الولايات المتحدة.